# Diocèse d'Antigonish
Le diocèse d'Antigonish est un diocèse de l'Église catholique au Canada situé dans la province ecclésiastique de Halifax-Yarmouth en Nouvelle-Écosse. Il fut d'abord érigé sous le nom de diocèse d'Arichat en 1844, mais adopta son nom actuel en 1886. Il comprend 90 paroisses. Depuis 2019, son évêque est Wayne Joseph Kirkpatrick.

## Description
Le diocèse d'Antigonish est de rite latin. Il couvre les comtés d'Antigonish, de Cape Breton, de Guysborough, d'Inverness, de Pictou, de Richmond et de Victoria, soit une superficie de 18 800 km2. Il comprenait 90 paroisses en 2012, 123 en 2006 et 73 en 2022.

## Histoire

### Fondation
Le diocèse fut érigé canoniquement le 22 septembre 1844 sous le nom de diocèse d'Arichat. Il adopta son nom actuel le 23 août 1886.

### Administration apostolique de 2009-2010
Le 26 septembre 2009, le pape Benoît XVI a accepté la démission de l'évêque Raymond Lahey au lendemain de l'émission d'un mandat d'arrêt contre lui par le Service de police d'Ottawa pour des accusations reliées à de la pornographie juvénile. L'archevêque de Halifax, Mgr Anthony Mancini fut alors nommé administrateur apostolique du diocèse. Il demeura à cette position jusqu'à la nomination de Mgr Brian Joseph Dunn en tant qu'évêque le 25 janvier 2010,.

## Évêques
- William Fraser (1844-1851)

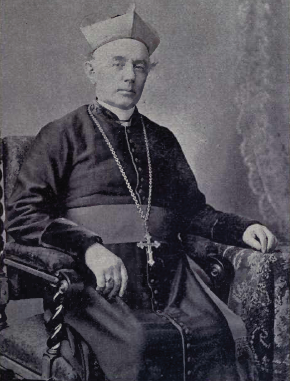
John Cameron, évêque de 1877 à 1910

Emplacement du diocèse.

- Colin Francis MacKinnon (1851-1877)
- John Cameron (1877-1910)
- James Morrison (1912-1950)
- John Roderick MacDonald (1950-1959), auparavant évêque titulaire d'Ancusa (de)
- William Edward Power (1960-1986)
- Colin Campbell (1986-2002)
- Raymond Lahey (2003-2009)
- Anthony Mancini, administrateur apostolique (2009-2010)
- Brian Joseph Dunn (2010- 2019)
- Wayne Joseph Kirkpatrick (2019 - )

## Source
- (en) Cet article est partiellement ou en totalité issu de l’article de Wikipédia en anglais intitulé « Roman Catholic Diocese of Antigonish » (voir la liste des auteurs).